# Iszaptöcs
Az iszaptöcs (Cladorhynchus leucocephalus) a madarak osztályának lilealakúak (Charadriiformes) rendjébe, ezen belül a gulipánfélék (Recurvirostridae) családjába tartozó Cladorhynchus nem egyetlen faja.

## Rendszerezése
A fajt Louis Pierre Vieillot francia ornitológus írta le 1816-ban, a Recurvirostra nembe Recurvirostra leucocephala néven.

## Előfordulása
Ausztrália területén honos. A természetes élőhelye tengerpartok és tavak. Állandó, nem vonuló faj.

## Megjelenése
Testhossza 35–43 centiméter, testtömege 190-260 gramm. Tollazata fehér, kivéve a szárnyain, ahol fekete, nászruhás felnőtt madaraknál található egy barna mellörv. Lábai rózsaszínek. Csőre hosszú, fekete és egyenes.

## Életmódja
Kisebb rákfélékkel táplálkozik, de fogyaszt vízi rovarokat, puhatestűeket, halakat és növényi anyagokat is.

## Szaporodás
Fészekalja 3-4 tojásból áll.

## Természetvédelmi helyzete
Az elterjedési területe nagy, egyedszáma pedig stabil. A Természetvédelmi Világszövetség Vörös listáján nem fenyegetett fajként szerepel.